# Anusioptera koebelei
Anusioptera koebelei är en stekelart som beskrevs av Trjapitzin 1997. Anusioptera koebelei ingår i släktet Anusioptera och familjen sköldlussteklar. Inga underarter finns listade i Catalogue of Life.